# Trichosanthes leuserensis
Trichosanthes leuserensis är en gurkväxtart som beskrevs av Rugayah. Trichosanthes leuserensis ingår i släktet Trichosanthes och familjen gurkväxter. Inga underarter finns listade i Catalogue of Life.